# Historia Śremu
Historia Śremu – jednego z najstarszych miast w Polsce. Jego dzieje sięgają X wieku, kiedy istniała tu osada w strefie wczesnego panowania Piastów. W 1253 nadano Śremowi magdeburskie prawa miejskie. Miasto znajdowało się wówczas na lewym brzegu Warty (dzisiejsza ulica Mickiewicza). Dopiero w 1393 przeniesiono je na prawy brzeg.

## Średniowiecze
Śrem przed 1000 rokiem pełnił rolę opola (centrum handlu i rzemiosła). Pod koniec X wieku gród znajdował się w strefie najwcześniejszego panowania dynastii Piastów. Na prawym brzegu Warty mieszkano w półziemiankach i w naziemnych chatach.
Gród śremski założono przed 1000 rokiem na łąkach prawego brzegu rzeki, w jej ostrym zakolu. Powstał wówczas plac o powierzchni 0,5 ha umocniony warstwą drewna, otoczony wałem o wysokości 5 m i głębokości 10 m. Zbudowany był z drewnianych sześcianów wypełnionych ziemią i kamieniami, szczyt zakończony był ostrymi palami, z zewnątrz pokryty był niepalną gliną. Wewnątrz grodu znajdowały się magazyny, stajnie oraz domy mieszkalne, wokół uformowana została obronna fosa, z grodu prowadził trakt do Warty. Głównym zadaniem osady była straż nad głównym traktem handlowym. Na śremskim moście krzyżowały się drogi z południowo-zachodnich Niemiec i Czech do Gniezna i Poznania, zwane Via Magna, a także ochrona szlaku wodnego. Gród śremski pod względem wielkości był podobny do grodów Opola i Kalisza. Na lewym brzegu Warty znajdowały się domostwa chłopskie oraz karczmy.

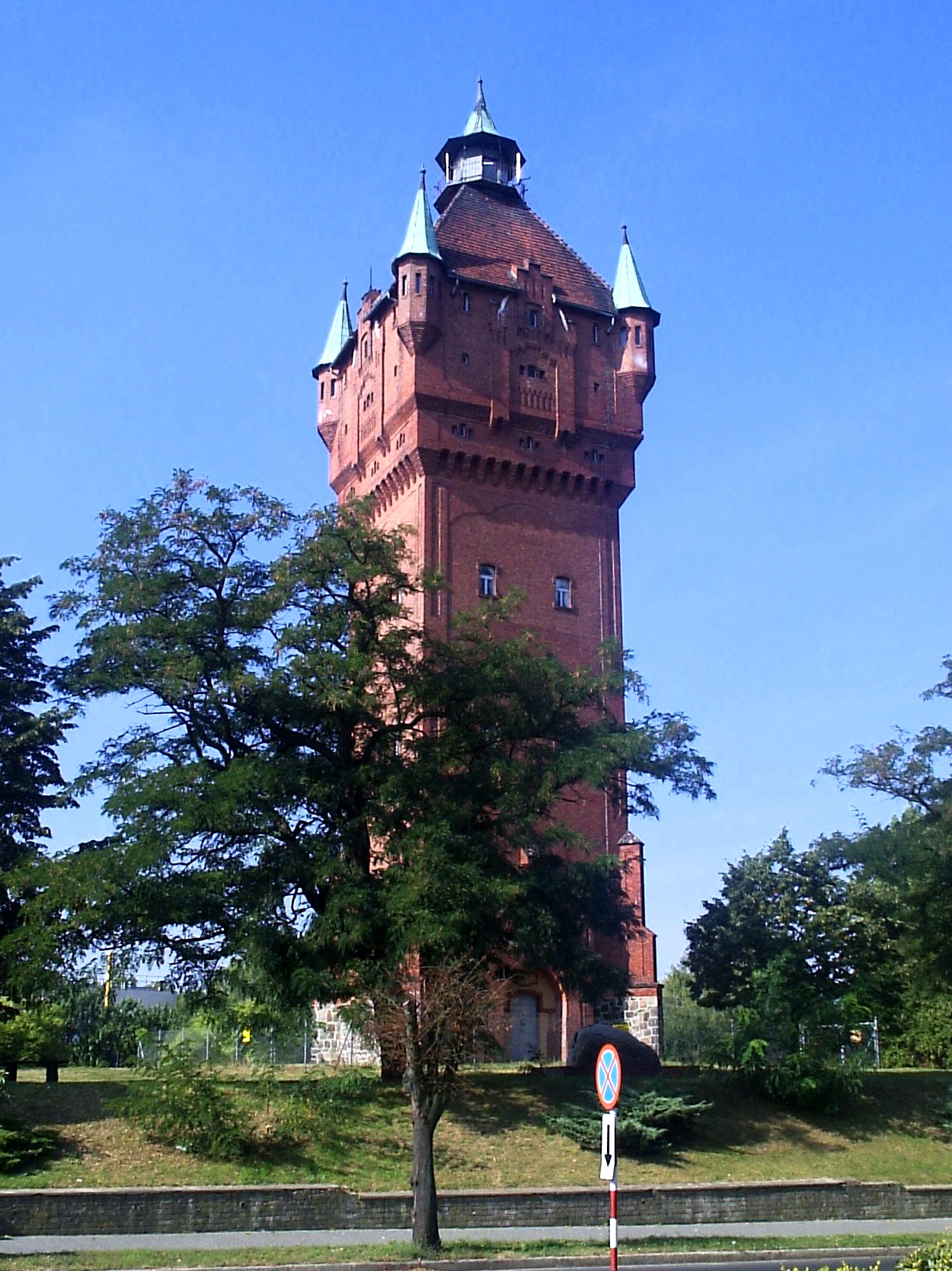
Pierwsza lokacja Śremu w 1253 r. miała miejsce niedaleko wieży ciśnień

W 1038 roku podczas ataku wojsk czeskich księcia Brzetysława I na Wielkopolskę spalony został gród, który na początku XII wieku został odbudowany. w 1136 roku bulla papieża Innocentego II określa Śrem jako siedzibę kasztelanii. W Śremie znajdowała się wówczas komora celna oraz targowisko książęce na lewym brzegu Warty. Na miejscu dzisiejszej wieży ciśnień znajdował się późnoromański kościół pw. św. Mikołaja, przy którym był cmentarz.
W pierwszej połowie XIII wieku Śrem był przedmiotem sporów między książętami śląskimi (Henrykiem Brodatym, a później jego synem Henrykiem Pobożnym) i wielkopolskimi Władysławem Odonicem i jego synami Bolesławem Pobożnym Przemysłem I. W tym okresie gród kilkakrotnie przechodził z rąk do rąk, był niszczony. W latach 1234–1235/1236 z nadania Henryka Brodatego kasztelanią śremską zarządzał pochodzący z Czech książę Borzywoj, który zginął podczas jednej z wypraw Wielkopolan na Śrem.
W 1253 roku Śremowi nadano magdeburskie prawa miejskie. Pierwszym wójtem śremskim (zasadźcą) był Konrad, któremu nadano m.in. 120 ha folwarku (teren obecnego Wójtostwa). Władza wójta była dziedziczna, ale z czasem była ograniczana na rzecz rady miejskiej. Po lokacji Śrem zyskał na znaczeniu, powstała demokratycznie wybierana rada miejska, zwiększyła się liczba mieszkańców. Do miasta przybyli franciszkanie z zamiarem nauczania wiary chrześcijańskiej. W 1298 roku biskup poznański Andrzej Zaremba ustanowił archidiakonat średni dla ziemi śremskiej.
Podczas przemarszu wojsk Jana Luksemburczyka w 1331 roku oraz wojny domowej w 1383 roku po wyborze Jadwigi na Królową Polski miasto uległo wielkim zniszczeniom. Król Władysław Jagiełło jako właściciel miasta na prośbę rajców miejskich dnia 13 kwietnia 1393 roku zezwolił na założenie miasta na prawym brzegu Warty. 
Zaprojektowano wówczas regularny układ miasta, centralne miejsce zajmował prostokątny rynek. Po jednej stronie został wybudowany ceglany kościół farny, przy którym istniała od około 1393 roku szkółka parafialna, a naprzeciwko drewniany ratusz. W ratuszu znajdowały się sale posiedzeń rajców i ławników sądowych, magazyny, waga miejska i piwiarnia, a w jego podziemiach więzienie. Przy ratuszu przebiegała droga handlowa z Wrocławia i Głogowa do Poznania i Gniezna, która była umocniona kamieniami. Przy końcu miasta, na tej drodze wybudowane były dwie bramy.
Na przedmieściach od strony Warty znajdował się drewniany kościół i szpital Świętego Ducha oraz łaźnia miejska. Wokół tych budynków wybudowała się dzielnica rzemieślnicza. Nad Wartą pracowały młyny wodne. Komunikację przez rzekę zapewniał drewniany most o szerokości 4 metrów, obok niego wybudowano młyn miejski oraz browar. Na przedmieściach zarówno po stronie Warty jak i rozjazdu traktów na gnieźnieński i poznański znajdowały się miejsca noclegowe dla podróżnych.
Śrem był miastem królewskim, czyli należącym do króla, który oddawał je w zastaw lub dzierżawę (tenutę) osobom prywatnym. Pierwszym znanym tenutariuszem (starostą niegrodowym) był kasztelan nakielski Wincenty z Granowa.
W Śremie istniały bractwa cechowe, które stanowiły trzeci filar władzy w mieście, najważniejszym rzemiosłem było sukiennictwo. Rzemieślniczy różnych cechów mieszkali w określonych częściach miasta.
W 1492 roku miasto zostało napadnięte przez Wawrzyńca Gruszczyńskiego, wywoływano liczne pożary, dokonywano rabunków, zginęła wtedy większość dokumentów. Miasto zostało zwolnione od wszelkich podatków przez Jana Olbrachta.
Około 1493 roku na miejscu dzisiejszej ulicy Piłsudskiego powstała dzielnica żydowska, był to obszar gęsto zabudowany, składał się głównie z ubogich domów. Mieszkańcy tej dzielnicy zajmowali się zwłaszcza szewstwem.

## Od XVI do XVIII wieku
Na początku XVI wieku mecenasami kultury i oświaty w Śremie byli bracia Jan, Andrzej i Maciej Barscy. Założona przez nich w 1614 roku fundacja wybudowała murowany kościół szpitalny Świętego Ducha, doposażyła szpital przy tym kościele oraz szkołę parafialną. Przy kościele Świetęgo Ducha utworzyli też kolegium mansjonarzy, którą wyposażyli w bogatą (850 tomów) bibliotekę, otrzymaną od królowej Anny Jagiellonki.
W 1635 roku założono w mieście bractwo kurkowe. W 1708 roku rozpoczyna się utrzymująca się do dzisiaj tradycja pielgrzymek do sanktuarium Matki Boskiej Boreckiej w Borku Wielkopolskim
Wiek XVII to okres, w którym miasto podupadło. Wojna trzydziestoletnia przyczyniła się do upadku gospodarki Śremu. Epidemia dżumy trwająca w latach 1653–1656 zebrała żniwo ponad tysiąca zabitych (około 70% ówczesnej populacji miasta). Zniszczeń dopełniło splądrowanie miasta w okresie potopu szwedzkiego (1655–1660) oraz spalenie wielu zabudowań przez najeźdźców w 1657 roku. Natomiast podczas wielkiej wojny północnej, 24 kwietnia 1716 roku, pod Śremem stoczona została bratobójcza bitwa pomiędzy zwolennikami Stanisława Leszczyńskiego z wojskami saskimi. W tym czasie uległ zniszczeniu most na Warcie. W latach 1707–1709 do miasta dotarła z Poznania kolejna epidemia dżumy, w wyniku której z ponad 1300 mieszkańców przy życiu pozostało około 300 osób. W 1736 roku miasto dotknęła powódź, zalane były kościoły Narodzenia Najświętszej Maryi Panny i Świętego Ducha. 28 kwietnia 1762 roku pożar wzniecony przez ciągnące przez miasto wojska rosyjskie strawił ponad 100 budynków, w tym szkółkę parafialną i ratusz. Pożoga ta stanowiła największy w historii Śremu pożar. Następny wielki pożar miał miejsce 26 maja 1785 roku, który strawił odbudowany po poprzednim pożarze ratusz, a także uszkodził kościół i klasztor Franciszkanów.

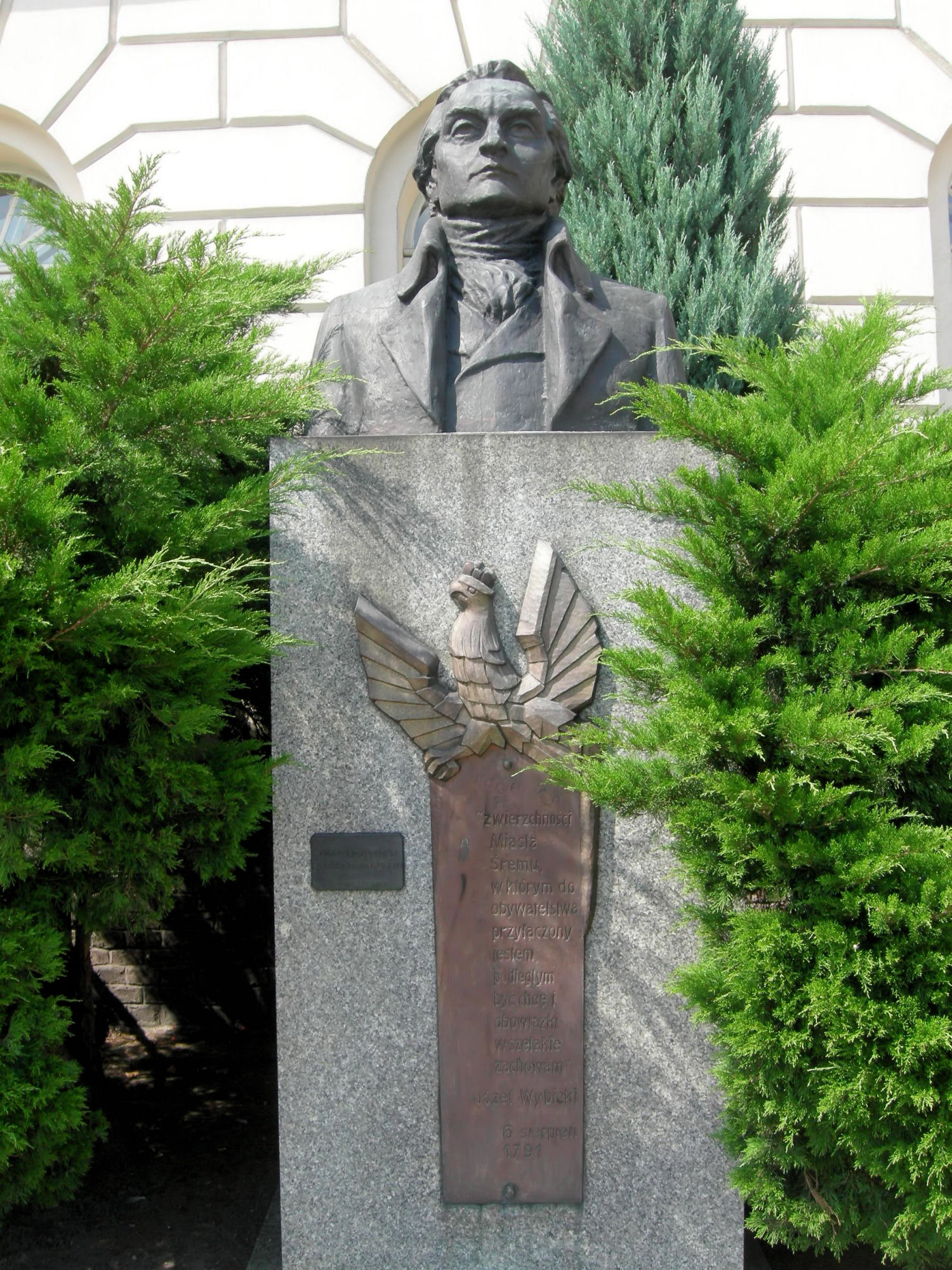
Popiersie Józefa Wybickiego

Pod koniec istnienia I Rzeczypospolitej, 6 sierpnia 1791 roku, na rynku w Śremie mieszkający w pobliskich Manieczkach Józef Wybicki, aby móc reprezentować Poznań i Śrem na Sejmie w Warszawie, złożył deklarację przystąpienia do stanu mieszczańskiego, przysięgając słowami: "zwierzchności miasta Srzemu, w którym do obywatelstwa przyłączony jestem, podległym bydź chcę i obowiązki wszalakie zachowam".

## Od rozbiorów do I wojny światowej

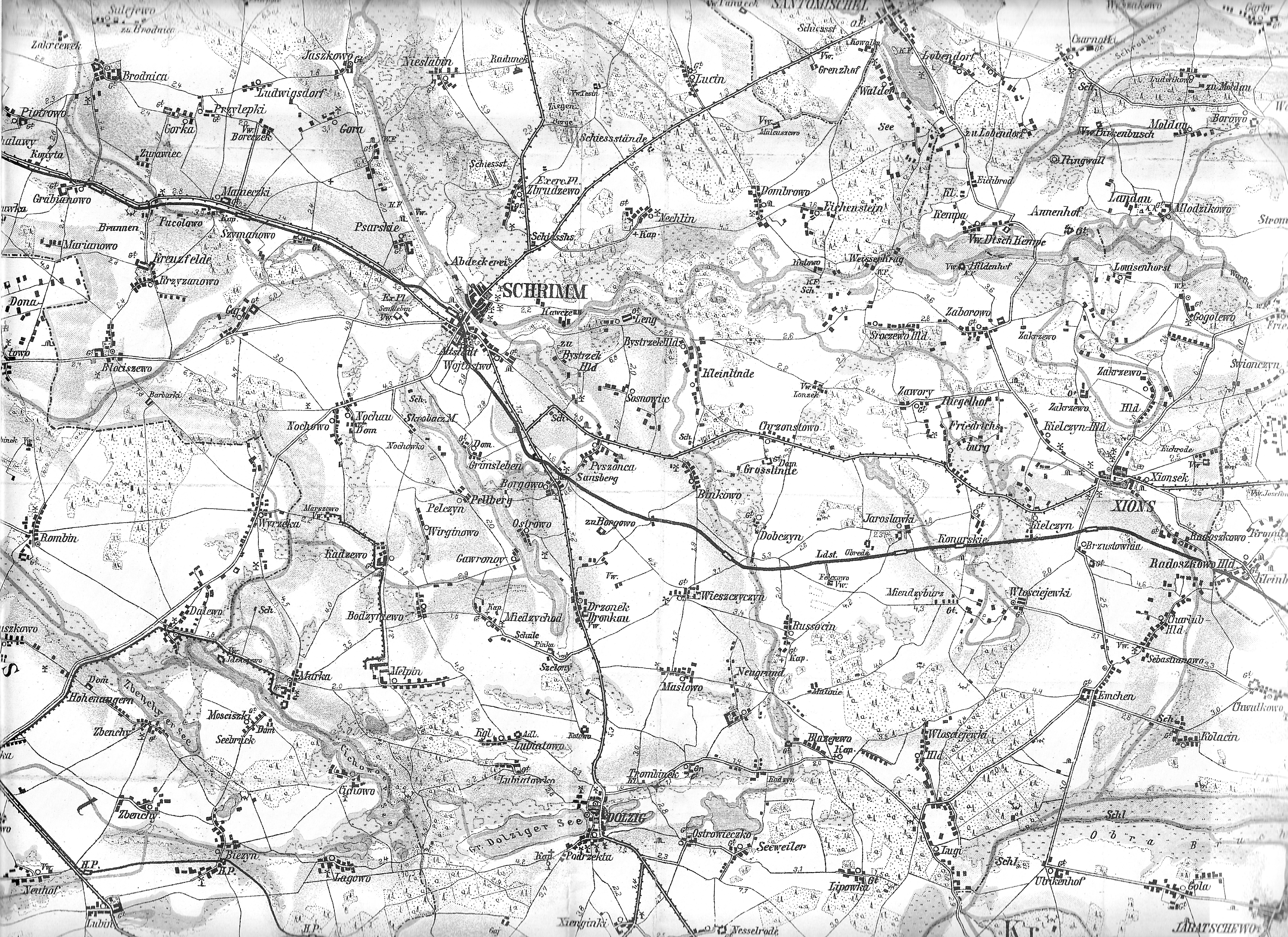
Fragment mapy powiatu Śrem (Landkreis Schrimm) z 1914 r.

W 1793 roku według postanowień II rozbioru Polski Śrem został włączony do Prus Południowych. W 1794 roku tenutariusz śremski Józef Niemojewski z polecenia Tadeusza Kościuszki stoczył zwycięskie walki na terenie Wielkopolskich w okolicach Śremu, Czempinia, Czmonia, Rąbinia i Mosiny. Następnie przyłączył się do wojsk generała Jana Dąbrowskiego.
W okresie od 1806 do 1813 roku Śrem wrócił do Polski, należał do Księstwa Warszawskiego, po tym czasie do 1815 roku miasto okupowały wojska rosyjskie. Po kongresie wiedeńskim Śrem należał do Prus jako miasto powiatowe Wielkiego Księstwa Poznańskiego. Pod zaborem pruskim wprowadzono niemiecką nazwę miasta Schrimm. Miasto było brane pod uwagę w kwestii budowy twierdzy, jednakże opinia gen. Karla von Grolmana zaważyła o tym, że twierdza została zbudowana w Poznaniu.
W 1827 roku rozpoczęła się przebudowa miasta, drewniane domy, których liczba wynosiła 210, przebudowano na murowane, a także wybudowano 20 nowych, uregulowano Wartę, przeniesiono landrata śremskiego z Kórnika do Śremu, połączono przedmieścia z centrum, powstały nowe ulice, zbudowano drewniany, zwodzony most, powstał murowany ratusz, który istnieje do dziś.
Gmina żydowska wybudowała bożnicę, a także w 1836 roku murowany cheder. Żydzi mocą zarządzeń państwowych otrzymali prawa obywatelskie i nie musieli mieszkać w osobnej dzielnicy miasta.
W 1831 roku w mieście wybuchła epidemia cholery, w podzięce za zakończenie epidemii na rynku wystawiono figurę Matki Boskiej z Dzieciątkiem.
W 1830 roku szkołę przeniesiono z ulicy Farnej do budynku szpitala Świętego Ducha, zorganizowano trzy klasy, w tym jedną w prywatnym mieszkaniu. 21 sierpnia 1832 roku utworzono klasę rektorską, a stanowisko rektora objął Kuhn. W 1835 roku następuje likwidacja zakonu klarysek, a w 1840 roku franciszkanów. W tym samym roku szkołę przeniesiono do klasztoru na ulicę Poznańską.
W 1841 roku w Śremie otworzono filię Towarzystwa Naukowej Pomocy. Miejscem, w którym zbierali się śremscy działacze patriotyczni, był dom Ignacego Madalińskiego (plac 20 Października 5).
Wiosną 1848 roku wybuchła rewolucja zwaną Wiosną Ludów. W kwietniu tego roku roztoczyła się bitwa w pobliskim Książu Wielkopolskim, rannych leczono w lazarecie na terenie śremskiego klasztoru Klarysek. Zmarli w nim zostali pochowani we wspólnej mogile na cmentarzu staromiejskim.
W 1850 roku w mieście powstało Towarzystwo Oszczędności i Pożyczek Wekslowych w Śremie z Kasą Oszczędności i Pożyczki, w latach 60. XIX wieku przeżywała kryzys. Ksiądz Florian Stablewski w 1871 roku założył Towarzystwo Przemysłowe. 29 maja 1873 roku powstał Bank Ludowy w Śremie, w pierwszym roku działalności dyrektorem był Antoni Broekere, a przez kolejne 24 lata ksiądz Piotr Wawrzyniak.

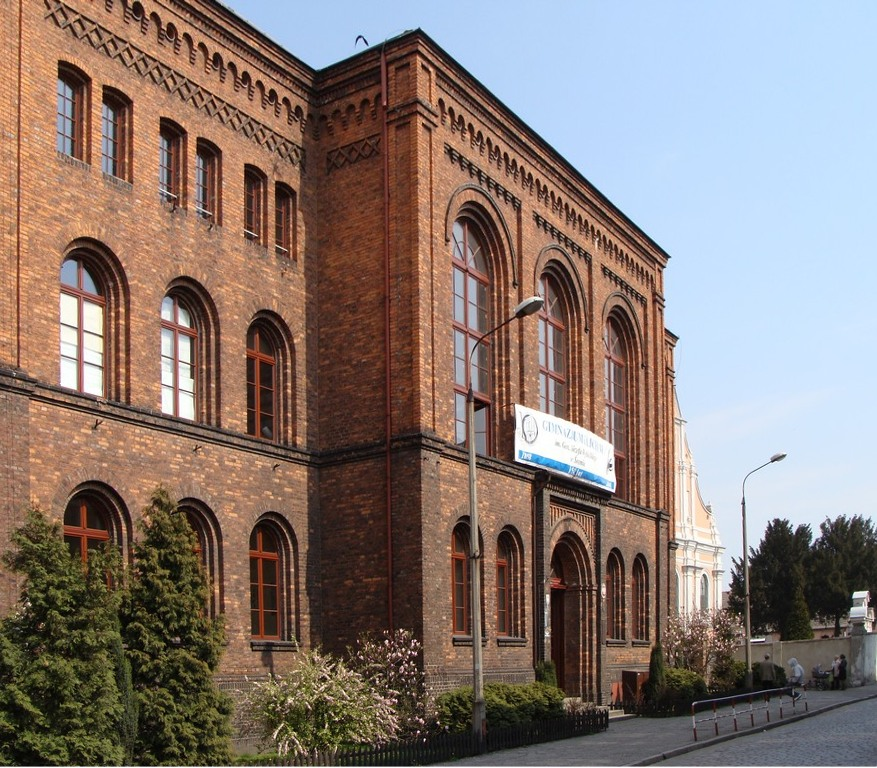
Liceum Ogólnokształcące w Śremie

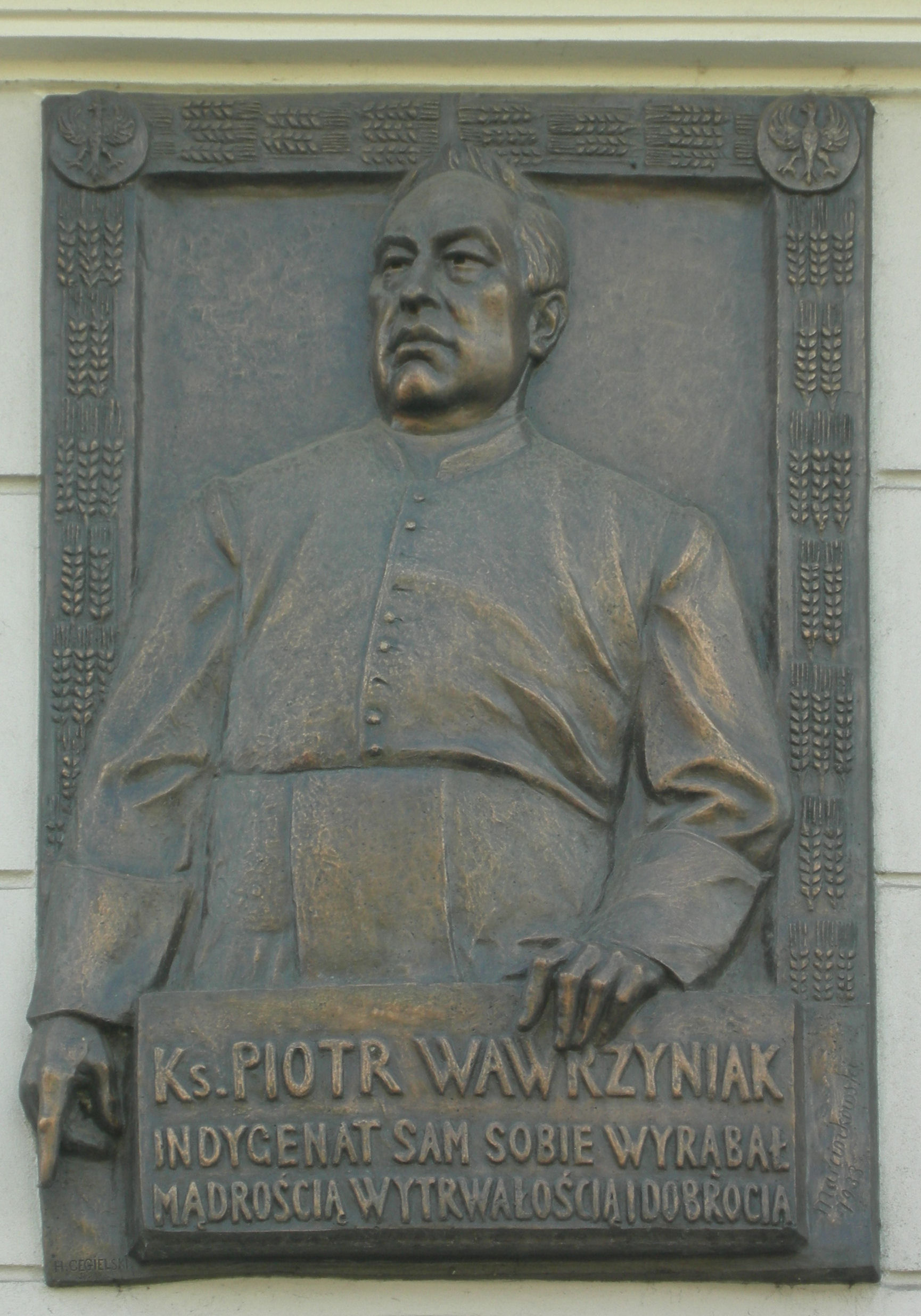
Tablica upamiętniająca ks. Piotra Wawrzyniaka

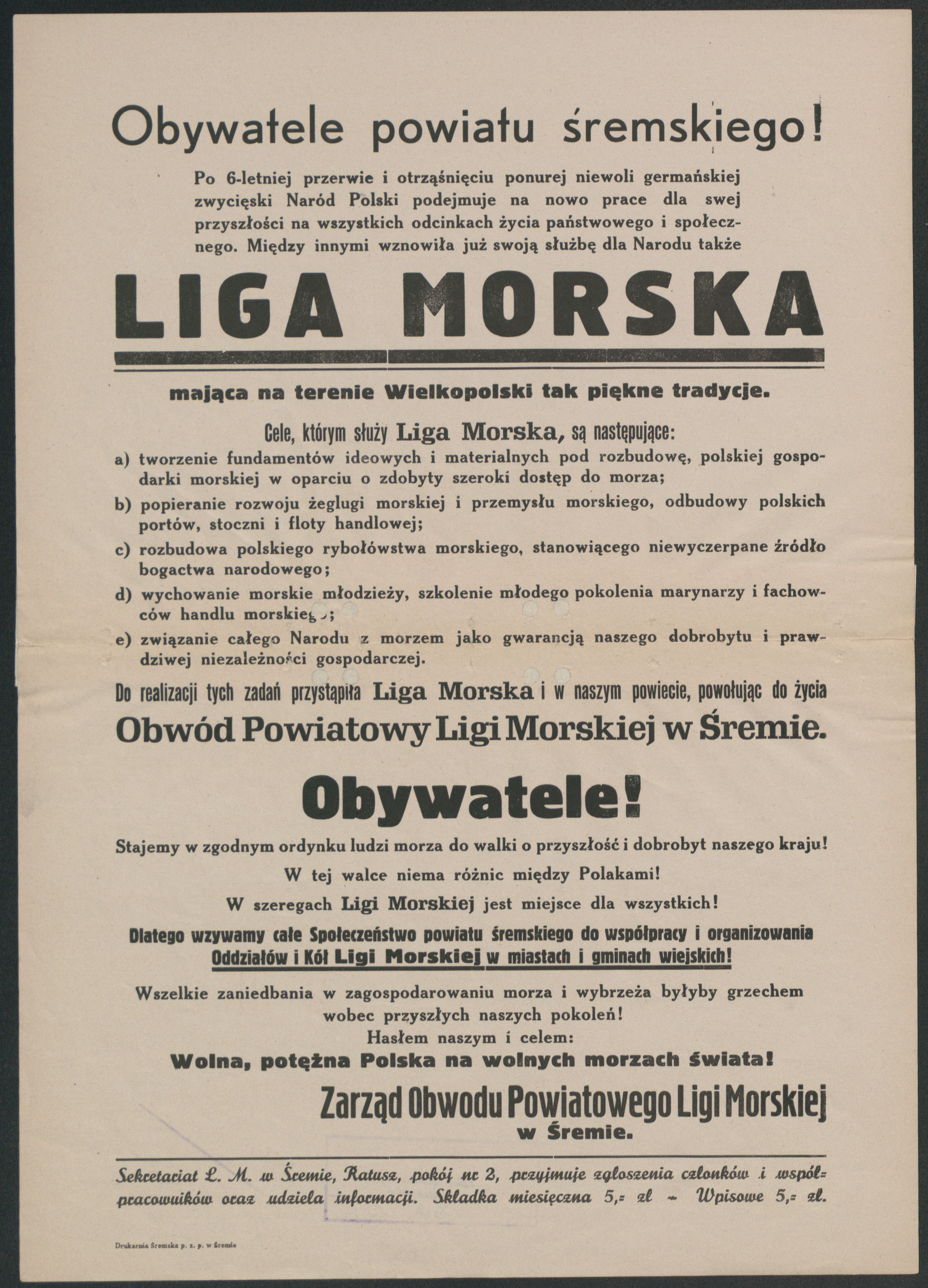
Odezwa Ligi Morskiej w Śremie 1924 r. (miejsce przechowywania: Archiwum Państwowe w Poznaniu).

8 kwietnia 1858 roku szkoła znajdująca się w klasztorze pofranciszkańskim stała się gimnazjum, w latach 1861–1862 zostaje przekształcona w progminazjum, a w 1866 roku w gimnazjum z pełnymi prawami. W 1870 roku gimnazjum przeniesiono do obecnego budynku przy ulicy Poznańskiej 11.
W 1862 roku został wybudowany lazaret wojskowy przy ulicy Farnej z kaplicą Św. Józefa. Po roku 1863 przybyło w mieście żołnierzy, których liczba następnie spadła podczas wojny francusko-pruskiej w 1870 roku. Liczba żołnierzy w roku 1880 wyniosła 545, utworzono cztery kompanie westfalskiego pułku fizylierów.
Dzięki kredytom Banku Ludowego w mieście pojawiły się nowe zakłady, m.in. młyny parowe Sylwestra Szczepskiego i Antoniego Muślewskiego, tartak parowy Józefa Łożyńskiego, kuźnia parowa oraz fabryka maszyn rolniczych i powozów z odlewnią żeliwa Stanisława Malinowskiego. Wybudowano m.in. gazownię, pocztę, port rzeczny, straż pożarną i system wodociągowy. W 1877 roku powstała szkoła wieczorowa dla rzemieślników przy Towarzystwie Przemysłowym, a w 1878 prywatna szkoła żeńska, następnie w 1883 roku bezpłatna trzyletnia szkoła rzemieślnicza. W 1884 roku powstała linia kolejowa do Czempinia.
W tym okresie powstało wiele towarzystw, w tym Towarzystwo Gimnastyczne "Sokół", założone w 1893 roku przez Czesława Dutkiewicza, a także Towarzystwo Ku Upiększaniu Miasta, założyciel parku miejskiego, obecnego Parku Powstańców Wielkopolskich.
W drugiej połowie XIX wieku rozpoczęła działalność kolejna organizacja patriotyczna, była nią tajne Towarzystwo Historyczno-Literackie "Marianie", czołowymi działaczami byli ksiądz Piotr Wawrzyniak, Heliodor Święcicki i Sylwester Szczepski. Według spisu powszechnego w 1905 r. w mieście żyło 6625 osób, z czego 65,3% stanowili Polacy, 28,6% Niemcy, zaś 6% Żydzi W 1912 roku powstała gimnazjalna drużyna im. Przemysława, a w 1913 roku pozaszkolna drużyna im. Tadeusza Rejtana, do której należał Czesław Klaczyński, ostatni mieszkający w Śremie powstaniec wielkopolski, zmarły w 2004 r. Były to drużyny harcerskie, które brały udział w czynnej walce zbrojnej.

## Od powstania wielkopolskiego do II wojny światowej
W 1918 roku zakończyła się I wojna światowa, w mieście powstał tajny Komitet Obywatelski podległy Komitetowi Narodowemu. Po abdykacji cesarza Niemiec powstały organizacje zrzeszające wojskowych dezerterów: Centralna Rada Żołnierska i Rada Robotników, a następnie Rada Robotniczo-Żołnierska. Stworzono Radę Uczniowską zorganizowaną przez uczniów gimnazjum. Do formowania władzy w mieście i powiecie oprócz Komitetu Obywatelskiego przyczyniła się Rada Ludowa, której członkami byli Władysław Szczepkowski, ksiądz Jan Beisert i Seweryn Matuszewski, organizowano również siły zbrojne.
27 grudnia 1918 roku w Poznaniu wybuchło powstanie wielkopolskie. 30 grudnia 1918 roku zawarto porozumienie z ppłk. Kramerem, dowódcą niemieckiego garnizonu w Śremie, na mocy którego Niemcy poddali garnizon i dobrowolnie opuścili miasto. Śrem znów stał się polskim miastem.
Śremianie brali udział w walkach o Poznań, Zbąszyń, Rawicz i Leszno. Żołnierze śremscy walczyli w wojnie polsko-bolszewickiej i w bitwie warszawskiej.
W obliczu kryzysu powojennego w mieście miały miejsce strajki w latach 1922, 1929 i 1931. Pomimo kryzysu miasto się rozwijało, powstały nowe budynki, nowe dzielnice na lewym brzegu Warty: Glinki i Górczyn.
W latach 1924–1928 uruchomiono regularne linie autobusowe do Poznania, Dolska, Gostynia, Książa Wielkopolskiego, Kórnika, Mosiny, Zaniemyśla i Środy Wielkopolskiej.
Po 1924 roku Towarzystwo Upiększania Miasta pod kierunkiem Sylwestra Szczepskiego dokonano rozbudowy parku miejskiego, wybudowano obiekty sportowe.
Rozbudowany został szpital przy ulicy Farnej. W 1926 roku wybudowano strażnicę przeciwpożarową. W 1934 roku ulice miasta uzyskały oświetlenie gazowe, a rok później dokonano elektryfikacji Śremu. Spowodowało to rozwój rzeźni z chłodnią przy ulicy Wąskiej, Fabryki Maszyn Rolniczych i Odlewni Franciszka Malinowskiego, młynów, mleczarni i fabryki wyrobów słodowych.
W dwudziestoleciu międzywojennym powstały organizacje kulturalne, orkiestry (m.in. Orkiestra Towarzystwa Muzycznego i Reprezentacyjna Gimnazjalna Orkiestra Harcerska, zespół jazzowy Jazz Boro Band, orkiestry dęte, zespoły teatralne. Powstało kino Nowości (na placu naprzeciw Gimnazjum nr 2). Wzrosło znaczenie sportu w Śremie, sukcesy przynosiła śremska drużyna piłkarska, Oktawian Misiurewicz był mistrzem Polski w boksie w kategorii półśredniej, a Helena Świetlikówna mistrzynią Polski w strzelaniu z broni.
W 1932 roku dokonano otwarcia Szkoły Podoficerskiej dla Małoletnich nr 2.
1 września 1939 roku około godz. 10 na miasto, w okolicach parku miejskiego, zrzucono pierwsze bomby lotnicze. Celem był prawdopodobnie sztab Wielkopolskiej Brygady Kawalerii pod dowództwem gen. Romana Abrahama, który swoją siedzibę miał w gimnazjum. 3 września w parku w Śremie miała miejsce egzekucja 11 niemieckich dywersantów, prowadzonych z Leszna. 4 września 15 Pułk Ułanów Poznańskich opuścił Śrem. 5 września polscy saperzy wysadzili most, a 8 września do miasta wkroczyli pierwsi niemieccy żołnierze.
Pod koniec września 1939 roku rozpoczęła się podziemna walka z okupantem. Powstała Śremska Komenda Obwodowa Związku Walki Zbrojnej.
20 października 1939 roku po godz. 10 na śremskim rynku niemiecki pluton egzekucyjny rozstrzelał dziewiętnastu polskich zakładników.
Podczas wojny z powiatu śremskiego wysiedlono 6651 osób, na roboty przymusowe wywieziono 2731 osób, zginęło 1000 osób, trwałego kalectwa doznało 500 osób. Ludność Śremu zmniejszyła się o 25%. W tym okresie Śrem nadal pozostał stolicą powiatu, tym razem ziemskiego (Landkreis Schrimm).

## Od 1945 do 1989 roku
Śrem został wyzwolony przez Armię Czerwoną 23 stycznia 1945 roku po kilkugodzinnych walkach. Jak w pozostałych regionach kraju nastanie nowej władzy oznaczało głębokie przemiany w życiu społecznym i gospodarczym: zlikwidowano urząd starosty i burmistrza, znacjonalizowano przemysł, ograniczano prywatne rzemiosło, liczba rzemieślników spadła pięciokrotnie. 

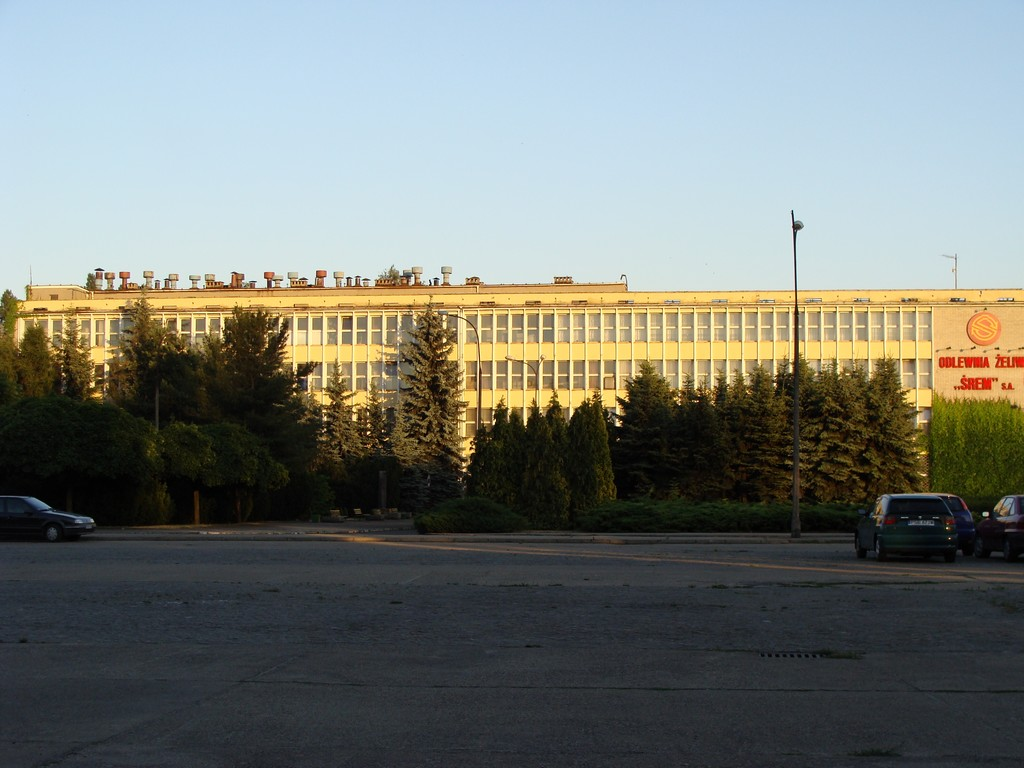
Odlewnia Żeliwa w Śremie wybudowana w latach 1964–1968

W 1963 roku rozpoczęto budowę Odlewni Żeliwa, która rozpoczęła produkcję w 1968 roku – jej budowa przyczyniła się do szybkiego rozwoju miasta. W latach 70. zbudowano sieć dróg, stadion, basen, przystań jachtową, szpital, domy pomocy społecznej. W Śremie powstała VI Brygada Dowodzenia Wojsk Lotniczych i Obrony Powietrznej. Rozpoczęto budowę największego osiedla w Śremie – Jeziorany. W 1970 roku zbudowano nowy most na Warcie i trasę przelotową przez miasto (dzisiejsza ul. Piłsudskiego), przecinająca dawną dzielnicę żydowską. W 1976 roku otwarto Muzeum Śremskie po przejęciu przez państwo części zbiorów Feliksa Sałacińskiego. W lutym 1977 roku została utworzona Parafię Najświętszego Serca Jezusa na Jezioranach. W 1981 roku rozpoczął działalność szpital na ul. Chełmońskiego. W 1989 roku jedną z osób uczestniczących w obradach Okrągłego Stołu Tadeusz Rączkiewicz ze Śremu.
W tym okresie w Śremie powstały też nowe szkoły: Szkoła Podstawowa nr 1 (1957), Zespół Szkół Zawodowych przy Odlewni Żeliwa (1963), Szkoła Podstawowa nr 4 im. M. Konopnickiej (1971), Szkoła Podstawowa nr 5 im. A. Fiedlera (1983). Powstają różne sekcje sportowe: szermiercza, żużlowa, brydża sportowego, żeglarska. Sukcesy sportowe odnosili Irena Ignaszewska w 1952 roku w biegu na 60 m, Janusz Marciniak w 1956 roku w pływaniu na 5 tys. m w stylu dowolnym, Józef Stachowiak w 1973 i 1976 roku w boksie w wadze półśredniej.

## Po 1989 roku
Po przemianach ustrojowych w Śremie przywrócono urząd burmistrza, w mieście powstało około 3000 przedsiębiorstw prywatnych lub sprywatyzowanych.
Współczesne lata to między innymi dynamiczny rozwój prywatnej przedsiębiorczości. Największym zakładem jest należąca obecnie do grupy PGO Odlewnia Żeliwa Śrem S.A., produkująca odlewy do silników okrętowych, obrabiarek, motoryzacji i armatury przemysłowej. W mieście mają siedzibę firmy z kapitałem polskim i zagranicznym: transportu międzynarodowego, stolarki budowlanej, meblowej i konfekcji.
W 1990 roku reaktywowano samorząd lokalny. Rok 1991 to dla miasta początek corocznych Wielkopolskich Przeglądów Piosenki Religijnej "Śremsong". W tym roku również rozpoczęła działalność Szkoła Podstawowa nr 6 im. Braci Barskich. W 1993 z inicjatywy prof. Jerzego Langera budynek przy ul. Marciniaka 2 przeznaczono na potrzeby Laboratorium Półprzewodników Organicznych Zakładu Syntezy i Struktury Związków Organicznych Wydziału Chemii Uniwersytetu im. Adama Mickiewicza w Poznaniu. We wrześniu 1994 roku otwarto Zespół Szkół Ekonomicznych im. Cyryla Ratajskiego. W dniach 23-28 czerwca 1997 roku w Śremie odbyło się sympozjum naukowe poświęcone nanotechnologii z udziałem naukowców z Japonii, USA, Niemiec i Rosji.
W 1995 roku Śrem otrzymał najwyższe wyróżnienie – I nagrodę w konkursie organizowanym przez Radę Ekologiczną przy Prezydencie RP i uznany został za najbardziej ekologiczną gminę w Polsce w kategorii gmin miejsko-wiejskich. W 2000 roku gmina otrzymała nominacje w konkursie "Przyjaźni środowisku". Podpisano Porozumienie o Partnerstwie z miastami partnerskimi, w 1998 roku z Rožnovem pod Radhoštěm w Czechach, natomiast w 1999 roku z Bergen w Niemczech. W roku 1999 Śrem stał się miastem powiatowym, a w 2000 w mieście powstał oddział zamiejscowy Uniwersytetu im. A. Mickiewicza w Poznaniu, który w 2002 roku został przeniesiony do Collegium Heliodora Święcickiego przy ul. Grunwaldzkiej. W 2005 roku wybudowano pierwsze rondo w Śremie jako skrzyżowanie ulic Kilińskiego i Grunwaldzka. W 2007 roku otwarto do użytku kołowego obwodnicę Śremu dla drogi Łubowo-Kórnik-Śrem-Rawicz, skierowano na nią ruch pojazdów powyżej 10 ton z i w kierunku Leszna, ograniczono ruch w centrum miasta. W 2008 roku wyremontowano rynek i ratusz miejski, w grudniu wybudowano kolejne rondo na ważnym skrzyżowaniu w mieście: ulic Kilińskiego, Sikorskiego i Powstańców Wielkopolskich